# 小田急エージェンシー
株式会社小田急エージェンシー（おだきゅうエージェンシー）は、小田急グループのマーケティング専門会社として、1990年、小田急電鉄から独立設立された広告代理店。

## 概要
小田急線の交通広告の販売・開発支援、小田急グループの各事業のマーケティング支援を主とし、提供サービスとしては、コミュニケーション開発、プロモーションやクリエイティブ開発、メディア・プランニング、インタラクティブ・コミュニケーション開発を中心に行っている。
また、2023年7月からはロマンスカーミュージアムの運営も手掛けている。